# П'ятра-Шоймулуй
П'ятра-Шоймулуй (рум. Piatra Șoimului) — село у повіті Нямц в Румунії. Входить до складу комуни П'ятра-Шоймулуй.
Село розташоване на відстані 267 км на північ від Бухареста, 12 км на південний схід від П'ятра-Нямца, 93 км на захід від Ясс, 145 км на північний схід від Брашова.

## Населення
За даними перепису населення 2002 року у селі проживали 3311 осіб, усі — румуни. Усі жителі села рідною мовою назвали румунську.